# ミッシェル・ガゼピス
ミッシェル・ガゼピス（Michelle Gazepis、3月15日 - ）は、オーストラリアシドニー出身の女優、タレント。身長170cm。体重56kg。鹿島建設広報部、オフィス・クラップを経て、稲川素子事務所所属。旧芸名はミッシェル・ガゼビス。

## 出演作品

### 映画
- 人造人間ハカイダー（1995年）
- 静かな生活（1995年）
- バースデイプレゼント（1995年）
- 不法滞在（1996年）
- アンドロメディア（1998年） - サッカーの秘書 役
- 静かなるドン（2000年）
- リターン・トゥー・マイ・ラヴ（2005年）※未公開

### テレビ
- オレゴンからの愛（1984年）
- HOTEL（1990年）
- デパート!夏物語（1991年）
- ハートにS（1994年 - 1995年）
- 部屋においでよ（1995年）
- うちの母ですが…（1995年）
- 終らない夏（1995年）
- 妻の恋（1995年）
- Dear ウーマン（1995年）
- 木曜の怪談 魔法のキモチ（1995年）
- 結婚しようよ（1996年）
- 君と出逢ってから（1996年）
- ロングバケーション（1996年）
- 俺は浪花の漫才師（1997年）
- 杜の都 恋物語 〜 あの光の中の君（1997年） - 留学生 役
- ウルトラマンダイナ（1998年）
  - 第33話「平和の星」
  - 第45話「チュラサの涙」 - ギガール星・女戦士 チュラサ 役
- 今夜、宇宙の片隅で（1998年）
- 新・俺たちの旅 Ver.1999（1999年）
- 双子探偵 第8話「赤ちゃんを探せ」（1999年）
- 不倫の果て（1999年）
- どんまい!（2005年）
- 火曜サスペンス劇場
- 虹色定期便
- POPFile
- 世にも奇妙な物語

### バラエティ
- 浅草橋ヤング洋品店
- アッコにおまかせ!
- 1億人の大質問!?笑ってコラえて!
- いつみても波瀾万丈
- 今田・東野のCMコウジ園
- ウンナン世界征服宣言
- 驚きももの木20世紀
- 輝け!噂のテンベストSHOW
- 奇跡体験!アンビリバボー
- 金曜テレビの星!
- クイズ悪魔のささやき
- ぐるぐるナインティナイン
- 芸能人ザンゲ大会
- コロンブスのゆで卵
- THE・プレゼンター
- 週刊スタミナ天国
- スーパーモーニング
- ダウンタウンのガキの使いやあらへんで!!
- たけしの万物創世記
- TVチャンピオン
- 特命リサーチ200X
- 所様はタコ
- どちら様も!!笑ってヨロシク
- とんねるずのカバチ
- パースリー
- 発明将軍ダウンタウン
- ボキャブラ天国
- マジカル頭脳パワー!!
- USO!?ジャパン
- よい国

### Vシネマ
- 東京魔悲夜（1995年）

### VP
- ミシェルのトランスポート オブ ジャパンリポート
- メンタルフィットネススポーツクラブ

### CM
- エステdeミロード
- 麒麟麦酒・キリンラガービール
- コニカ・コニカフィル
- パナソニック・ラップトップビデオ

### ラジオ
- サイパンの蒼い海

### その他
- 国際井戸端会議団（2002年） - 講演